# Morska pena
Morska pena ali sepiolit (s kemijsko formulo Mg4Si6O15(OH)2 • 6H2O) je hidrat magnezijevega silikata, ki se v naravi pojavlja v rečnih usedlinah in mineralnih žilah. Te žile, ki so podobne glini se v največjem obsegu pojavljajo v Mali Aziji, Grčiji, Maroku in Španiji. Snov se v naravi pojavlja v obliki vlaken, granulata ali v trdni obliki.
Tuje ime sepiolit je snov dobila zaradi podobnosti sipini kosti, sipe pa imajo znanstveno ime sepia. Slovensko ime je snov dobila po nizki gostoti, zaradi česar plava na vodni gladini.
Morska pena se zaradi hitre absorbcije tobačnega dima uporablja za izdelavo glavic pip za kajenje tobaka. V granulatni obliki se zaradi dobre vpojnosti uporablja na naftnih vrtinah in kot pesek v mačjih straniščih.
Morska pena se v žilah, kjer se nahaja v vlaknasti obliki, pogosto pojavlja skupaj z azbestom, tudi sicer pa sta snovi tako podobni, da ju je mogoče ločiti le po podrobni analizi.